# Кени Канингхам
Кени Канингхам (7. јун 1985) костарикански је фудбалер.

## Репрезентација
За репрезентацију Костарике дебитовао је 2011. године. За национални тим одиграо је 14 утакмица и постигао 1 гол.

## Статистика
| Костарика | Костарика | Костарика |
| Год.      | Ута.      | Гол.      |
| --------- | --------- | --------- |
| 2011      | 2         | 1         |
| 2012      | 1         | 0         |
| 2013      | 8         | 0         |
| 2014      | 2         | 0         |
| 2015      | 0         | 0         |
| 2016      | 1         | 0         |
| Укупно    | 14        | 1         |